# NIPSNAP1
NIPSNAP1 (англ. Nipsnap homolog 1) – білок, який кодується однойменним геном, розташованим у людей на довгому плечі 22-ї хромосоми. Довжина поліпептидного ланцюга білка становить 284 амінокислот, а молекулярна маса — 33 310.
| 10         |  | 20         |  | 30         |  | 40         |  | 50         |
| ---------- |  | ---------- |  | ---------- |  | ---------- |  | ---------- |
| MAPRLCSISV |  | TARRLLGGPG |  | PRAGDVASAA |  | AARFYSKDNE |  | GSWFRSLFVH |
| KVDPRKDAHS |  | TLLSKKETSN |  | LYKIQFHNVK |  | PEYLDAYNSL |  | TEAVLPKLHL |
| DEDYPCSLVG |  | NWNTWYGEQD |  | QAVHLWRFSG |  | GYPALMDCMN |  | KLKNNKEYLE |
| FRRERSQMLL |  | SRRNQLLLEF |  | SFWNEPQPRM |  | GPNIYELRTY |  | KLKPGTMIEW |
| GNNWARAIKY |  | RQENQEAVGG |  | FFSQIGELYV |  | VHHLWAYKDL |  | QSREETRNAA |
| WRKRGWDENV |  | YYTVPLVRHM |  | ESRIMIPLKI |  | SPLQ       |  |            |

A: Аланін

C: Цистеїн

D: Аспарагінова кислота

E: Глутамінова кислота

F: Фенілаланін

G: Гліцин

H: Гістидин

I: Ізолейцин

K: Лізин

L: Лейцин

M: Метіонін

N: Аспарагін

P: Пролін

Q: Глутамін

R: Аргінін

S: Серин

T: Треонін

V: Валін

W: Триптофан

Кодований геном білок за функцією належить до фосфопротеїнів. 
Задіяний у такому біологічному процесі, як ацетилювання. 